# Timeng (sockenhuvudort i Kina, Hainan Sheng, lat 18,55, long 110,03)
Timeng är en sockenhuvudort i Kina. Den ligger i provinsen Hainan, i den södra delen av landet, omkring 170 kilometer söder om provinshuvudstaden Haikou. Antalet invånare är 16 154. Befolkningen består av 7 358 kvinnor och 8 796 män. Barn under 15 år utgör 20,0 %, vuxna 15-64 år 71 %, och äldre över 65 år 8,0 %.
Runt Timeng är det tätbefolkat, med 411 invånare per kvadratkilometer. Närmaste större samhälle är Benhao, 12,2 km nordväst om Timeng. Omgivningarna runt Timeng är en mosaik av jordbruksmark och naturlig växtlighet.
Genomsnittlig årsnederbörd är 2 185 millimeter. Den regnigaste månaden är september, med i genomsnitt 364 mm nederbörd, och den torraste är januari, med 20 mm nederbörd.